# Afwisseling van individuen
Op grond van de afwisseling van individuen in de levenscyclus maakte de Zweedse algoloog Nils Eberhard Svedelius bij de studie van roodwieren een onderscheid in haplobionten en diplobionten. Dit concept wordt ook toegepast op organismen met een andere levenscyclus dan die van de roodwieren. Bij dit onderscheid gaat het om de zelfstandig levende individuen gedurende de volledige levenscyclus.
Bij een haplobiont is er slechts een individu te onderscheiden in de levenscyclus van de soort. Bij een diplobiont zijn er twee elkaar afwisselende individuen te onderscheiden in de levenscyclus van de soort.

## Verscheidenheid
Onafhankelijk van de afwisseling van individuen kan de afwisseling van generaties worden onderscheiden. Een generatie is een stadium in de ontwikkeling van een organisme, dat begint met een voortplantingscel (een spore of een zygote), en dat - na een periode van duidelijke vegetatieve activiteit - eindigt met de vorming van andere reproductieve cellen (sporen of gameten). Haplobionten kunnen bestaan uit één of meer generaties; diplobionten kunnen bestaan uit twee of meer generaties.
Een "gametofyt" is de generatie in de levenscyclus die de haploïde gameten vormt. Als de gametofyt haploïde is, worden de gameten gevormd door mitose, maar als de gametofyt diploïde is, vindt er meiose plaats voor de vorming van de gameten. Deze gameten zorgen voor de geslachtelijke voortplanting.
Een "sporofyt" is een diploïde generatie in de levenscyclus die sporen vormt. Dit is een vorm van ongeslachtelijke voortplanting. Als de sporen worden gevormd door mitose zijn de sporen eveneens diploïde. Deze sporen worden met een algemene term "mitosporen" genoemd, gevormd door een "mitosporofyt", maar afhankelijk van de groep waarin dit plaatsvindt zijn er vaak gespecialiseerde termen voor de mitosporen. Als de sporen worden gevormd door meiose zijn de sporen haploïde; deze sporen worden "meiosporen" of ook wel kortweg "sporen" genoemd, deze worden gevormd door een "meiosporofyt". Een voorbeeld van een mitosporofyt en mitosporen zijn bij de roodwieren de carposporofyt en de carposporen.
De haplobiont komt dus voor met verschillende typen van generatiewisseling en kernfasewisseling:
- Organismen met een monogenetische cyclus zijn per definitie een haplobiont. Er zijn echter twee belangrijke variaties:
  - de haplont met alleen een haploïde generatie (de diplofase bestaat alleen uit de diploïde zygote, die weer meiose of reductiedeling ondergaat),
  - de diplont met alleen een diploïde generatie (de haplofase bestaat alleen uit de haploïde gameten, zoals bij de dieren).
- Haplobionten met een digenetische cyclus hebben een generatiewisseling, waarbij of de diploïde generatie leeft op de haploïde (onder andere bij mossen), of de haploïde generatie leeft op de diploïde (bijvoorbeeld bij varens en zaadplanten).
- Haplobionten met een trigenetische cyclus hebben een generatiewisseling, waarbij beide diploïde generaties leven op de haploïde gametofyt. Dit komt onder andere voor bij roodwieren.

Ook de diplobionten komen voor met verschillende typen van levenscyclus: met een digenetische en met een trigenetische levenscyclus.
|  | 1 individu | 1 individu  | 1 individu | ↘ |
|  |            | gameto- fyt |            |   |
|  |            |             | ↓          |   |
|  |            |             |            |   |
|  |            |             |            | ↙ |

|  |  | 1 individu  |                  |   |  |  |   |
|  |  |             | meio- sporo- fyt |   |  |  |   |
|  |  |             |                  |   |  |  |   |
|  |  |             |                  | ↘ |  |  |   |
|  |  | gameto- fyt |                  |   |  |  |   |
|  |  |             |                  | ↓ |  |  |   |
|  |  |             |                  |   |  |  |   |
|  |  |             |                  |   |  |  | ↙ |

|  |  | 1 individu       |             |   |  |  |   |
|  |  |                  | gameto- fyt |   |  |  |   |
|  |  |                  |             |   |  |  |   |
|  |  |                  |             | ↘ |  |  |   |
|  |  | meio- sporo- fyt |             |   |  |  |   |
|  |  |                  |             | ↓ |  |  |   |
|  |  |                  |             |   |  |  |   |
|  |  |                  |             |   |  |  | ↙ |

|  |  |             | 1 individu        |                  |   |   |  |   |
|  |  |             |                   | meio- sporo- fyt |   |   |  |   |
|  |  |             |                   |                  |   |   |  |   |
|  |  |             |                   |                  | ↘ |   |  |   |
|  |  |             | carpo- sporo- fyt |                  |   |   |  |   |
|  |  |             |                   |                  | ↓ |   |  |   |
|  |  |             |                   |                  |   |   |  |   |
|  |  | gameto- fyt | gameto- fyt       | gameto- fyt      |   |   |  | ↓ |
|  |  | gameto- fyt | gameto- fyt       | gameto- fyt      |   |   |  |   |
|  |  | gameto- fyt | gameto- fyt       | gameto- fyt      | ↙ |   |  |   |
|  |  |             |                   |                  |   | ← |  |   |

| 1ste individu | 1ste individu | 1ste individu | → | 2de individu | 2de individu     | 2de individu |
|               | gameto- fyt   |               |   |              | meio- sporo- fyt |              |
|               |               |               | ← |              |                  |              |

|  |             | 1ste individu | 1ste individu     | 1ste individu     | 1ste individu | → | 2de individu | 2de individu     | 2de individu |
|  |             |               | carpo- sporo- fyt | carpo- sporo- fyt |               |   |              | meio- sporo- fyt |              |
|  | gameto- fyt |               | carpo- sporo- fyt | carpo- sporo- fyt |               |   |              | meio- sporo- fyt |              |
|  |             |               |                   |                   |               |   |              | meio- sporo- fyt |              |
|  |             |               |                   |                   | ←             |   |              |                  |              |

De afwisseling van individuen is naast de generatiewisseling en de kernfasewisseling een van de belangrijkste aspecten van de levenscyclus bij planten, algen en schimmels.

## Voorbeelden
Voorbeelden van haplobionten zijn te vinden bij veel algen, zoals Dinophyta, diverse Heterokontophyta en Chlorophyta, bij slijmzwammen (Acrasiomycota) en bij bepaalde schimmels (Zygomycota en bij diverse Chytridiomycota en Ascomycota).

### Haplobiont
Haplobiont (1 individu) met één generatie (monogenetische levenscyclus), die of haploïde is (haplont) of diploïde (diplont).
Haplobionten met twee generaties (digenetische cyclus) zijn te vinden bij mossen, levermossen en hauwmossen: de sporofyt leeft bij deze planten op de gametofyt. Het omgekeerde komt voor bij zaadplanten, waar de (vrouwelijke) gametofyt leeft op sporofyt.
Haplobionten met drie generaties (trigenetische levenscyclus) komen voor bij een deel van de roodwieren.

### Diplobionten
Diplobionten (2 individuen) met twee generaties zijn te vinden bij onder andere zeesla en varens en varenachtigen. De beide generaties leven daarbij als zelfstandige planten. Andere voorbeelden van diplobionten komen voor bij verschillende algengroepen (zoals Heterokontophyta, Chlorophyta), waterschimmels (Oomycota) en schimmels (Ascomycota.
Diplobionten met drie generaties komen voor bij enkele groepen binnen de roodwieren (Florideophycideae)

## Overzicht levenscyclus
| Biologische levenscycli bij meercellige organismen met geslachtelijke voortplanting | Biologische levenscycli bij meercellige organismen met geslachtelijke voortplanting | Biologische levenscycli bij meercellige organismen met geslachtelijke voortplanting | Biologische levenscycli bij meercellige organismen met geslachtelijke voortplanting | Biologische levenscycli bij meercellige organismen met geslachtelijke voortplanting                                                        |
|                                                                                     |                                                                                     | Cytologische kernfasewisseling                                                      | Cytologische kernfasewisseling                                                      | Cytologische kernfasewisseling |
| Type organisme →                                                                    | Type organisme →                                                                    | Haplont                                                                             | Diplont                                                                             | Diplohaplont = Haplodiplont |
| ----------------------------------------------------------------------------------- | ----------------------------------------------------------------------------------- | ----------------------------------------------------------------------------------- | ----------------------------------------------------------------------------------- | --- |
| Kernfase; Kernfasewisseling →                                                       | Kernfase; Kernfasewisseling →                                                       | Haplofase; Haplofasisch                                                             | Diplofase; Diplofasisch                                                             | Afwisseling haplofase ↔ diplofase; Diplohaplofasisch = Heterofasisch                                                                       |
| Meiose moment →                                                                     | Meiose moment →                                                                     | Zygotisch                                                                           | Gametisch                                                                           | Sporisch = Intermediair |
| Morfo- logische generatie- wisseling                                                | Monogenetisch: (monofasisch)                                                        | Monogenetische haplont                                                              | Monogenetische diplont                                                              | |
| Morfo- logische generatie- wisseling                                                | Digenetisch: (difasisch)                                                            |                                                                                     | Digenetische diplont                                                                | Digenetische diplohaplonten \| Isomorf, isospoor \| ↓ Heteromorf ↓ \| ↓ Heteromorf ↓ \| \| Isomorf, isospoor \| isospoor \| heterospoor \| |
| Morfo- logische generatie- wisseling                                                | Trigenetisch: (trifasisch)                                                          |                                                                                     |                                                                                     | Trigenetische diplohaplont |
| Isomorf, isospoor                                                                   | ↓ Heteromorf ↓                                                                      | ↓ Heteromorf ↓                                                                      |                                                                                     | |
| Isomorf, isospoor                                                                   | isospoor                                                                            | heterospoor                                                                         |                                                                                     | |